# نور فیدتس
نور فیدتس (هلندی: Noor Vidts؛ زادهٔ ۳۰ مهٔ ۱۹۹۶) ورزشکار زن هفت‌گانه اهل بلژیک است.
وی در مسابقات کشوری و بین‌المللی در مجموع برندهٔ ۱ مدال برنز شده است.